# Danh sách báo chí Trung Quốc
Danh sách báo chí Trung Quốc (giản thể: 中国报纸列表; bính âm: Zhōngguó bàozhǐ lièbiǎo). Số lượng báo chí ở đại lục Trung Quốc đã tăng từ năm 1942, gần như tất cả tờ báo của Đảng Cộng sản Trung Quốc từ năm 1968 số lượng là 382 cho tới năm 1980 đã có hơn 2.200 tờ báo. Vào năm 2006, Trung Quốc là thị trường lớn nhất đối với báo hằng ngày, với 96,6 triệu bản được bán hằng ngày, tiếp theo là Ấn Độ với 78,7 triệu, Nhật Bản với 69,7 triệu, Hoa Kỳ với 53,3 triệu, và Đức với 21,5 triệu. Doanh thu từ quảng cáo trên báo chí Trung Quốc tăng 128% trong vòng 5 năm (2001 – 2006).
Từ năm 1950 đến năm 2000, số lượng các tờ báo Trung Quốc tăng gần gấp mười lần. Năm 2004, hơn 400 loại báo chí hàng ngày đã được xuất bản tại Trung Quốc, lưu hành đạt 80 triệu USD, con số cao nhất của bất kỳ nước nào trên thế giới. Nhắm mục tiêu vào nhóm người đọc khác nhau, các dạng báo đang trở nên ngày càng đa dạng. Những năm gần đây đã thấy một xu hướng quan trọng của việc tổ chức lại tờ báo. Đến nay, 39 nhóm báo đã được thiết lập, như Bắc Kinh Nhật Báo, Nhóm báo thuộc liên hợp Văn Vị Tân Dân và nhóm báo Quảng Châu Nhật Báo.
Trong năm 2003, việc hợp tác xuyên khu vực giữa các phương tiện in ấn đã trở thành một xu hướng mới. Bắc Kinh Tân Báo, đầu tư và điều hành bởi nhóm Quang Minh Nhật Báo và nhóm Nam Phương Nhật Báo, lần đầu tiên nhận được phê duyệt chính thức từ chính phủ Trung Quốc để xuất bản xuyên khu vực. Ngoài ra theo Đông Phương Nhật Báo ra tại Thượng Hải, cổ đông lớn nhất là Tân Hoa Xã đặt tại Bắc Kinh.

## Lịch sử
Năm 1987 Trung Quốc đã có hai cơ quan thông tấn, Tân Hoa Xã và Trung Quốc Tân Vấn Xã. Tân Hoa Xã là nguồn tin tức và hình ảnh chính cho báo chí trung ương và địa phương. Các tờ báo của Đảng Nhân dân Nhật Báo và Khai sáng Nhật Báo, và Giải Phóng Nhật Báo của Quân Giải phóng Nhân dân tiếp tục có sự lưu thông lớn nhất.
Ngoài các chính đảng và các cơ quan quân đội, hầu hết các tổ chức chuyên nghiệp và khoa học xuất bản tờ báo hoặc tạp chí có chứa thông tin chuyên ngành trong các lĩnh vực đa dạng như thiên văn học và côn trùng học.
Các tờ báo địa phương vào buổi sáng và buổi tối tập trung tin tức và câu chuyện đặc trưng về người dân địa phương và các sự kiện cực kỳ phổ biến, bán ra mỗi ngày ngay sau khi họ đến các quầy bán báo. Trong tháng 6 năm 1981, ngôn ngữ tiếng Anh của tờ Trung Quốc Nhật Báo bắt đầu xuất bản. Tờ báo này, cung cấp cho người nước ngoài sinh sống hoặc đi du lịch tại Trung Quốc nhưng cũng được đọc bởi một số lượng lớn những người biết chữ Trung Quốc bằng tiếng Anh, tở báo cung cấp tin tức quốc tế, thể thao từ các dịch vụ đường dây nước ngoài lớn cũng như các tin tức trong nước và các bài báo thú vị.
Tham khảo Tiêu Tức, là cơ quan thông tin chính thức tiến hành các mục tin tức nước ngoài trong bản dịch tiếng Trung Quốc, dành sẵn cho cán bộ và gia đình họ. Năm 1980 tờ báo được phát hành cho 11 triệu người, nhưng, với sự phát triển tiếp theo của các nguồn tin khác, sự phát hành của báo giảm xuống đến 4 triệu vào năm 1985, gây ra các chính sách đăng ký phải được thay đổi để làm cho báo đến được với tất cả người dân Trung Quốc. Một số nguồn báo cáo ở nước ngoài được tờ Tham khảo Tư Liệu hạn chế in lại các phóng sự nước ngoài tại Trung Quốc chỉ dành cho cán bộ trung và cao cấp. Cả hai ấn phẩm này thường bao gồm các báo cáo chỉ trích Trung Quốc ở nước ngoài.

## Báo chí quốc gia
- Điện Não Báo
- Hoàn Cầu Thời Báo (Hay còn gọi là Thời báo Hoàn Cầu-Global Times)
- Kinh Tế Nhật Báo
- Kinh Tế Quan Sát Báo
- Kinh Tế Tham khảo Báo
- Nam Phương Chu Mạt
- Nam Phương Thể dục
- Nhân dân Nhật Báo
- Quang Minh Nhật Báo
- Tân Dân Vãn Báo
- Tham khảo Tiêu Tức
- Thế Kỷ 21 Hoàn Cầu Đạo Báo
- Thế Kỷ 21 Kinh Tế Đạo Báo
- Thời Đại Chu Báo
- Trung Hoa Độc Thư Báo
- Trung Quốc Chứng Khoán Báo
- Trung Quốc Giáo dục Báo
- Trung Quốc Kinh doanh Báo
- Trung Quốc Nhật Báo
- Trung Quốc Nhi Đồng Báo
- Trung Quốc Phụ Nữ Báo
- Trung Quốc Thanh Niên Báo
- Trung Quốc Thiếu Niên Báo
- Văn Hối Báo
- Văn Hối Độc Thư Chu Báo

## Báo chí địa phương

### Thủ đô Bắc Kinh
- Âm nhạc Chu Báo
- Báo Thế Kỷ 21
- Bắc Kinh Hiện đại Thương Báo
- Bắc Kinh Khoa Kỹ Báo
- Bắc Kinh Ngu Nhạc Tín Báo
- Bắc Kinh Nhật Báo
- Bắc Kinh Pháp Chế Báo
- Bắc Kinh Thanh Niên Báo
- Bắc Kinh Thanh Niên Chu Báo
- Bắc Kinh Thần Báo
- Bắc Kinh Thiếu Niên Báo
- Bắc Kinh Vãn Báo
- Cao Tân Kỹ thuật Sản Nghiệp Báo
- Chứng Khoán Thời Báo
- Công Ích Thời Báo
- Dân Chủ Dữ Pháp Chế Thời Báo
- Giải Phóng Quân Báo
- Hoa Hạ Thời Báo
- Học Tập Thời Báo
- Kế toán Cơ Thế giới
- Khoa Học Thời Báo
- Khoa Kỹ Nhật Báo
- Kiểm Sát Nhật Báo
- Kiện Khang Báo
- Kiện Khang Thời Báo
- Kiện Khang Văn Trích Báo
- Kim Dung Thời Báo
- Kinh Giao Nhật Báo
- Kinh Hoa Thời Báo
- Kinh Tế Nhật Báo
- Nhân dân Bưu điện
- Nhân dân Chính Hiệp Báo
- Nhân dân Công An Báo
- Nhân dân Nhật Báo Hải Ngoại Bản
- Nhân dân Pháp Viện Báo
- Pháp Chế Nhật Báo
- Phúng Thích Dữ U Mặc
- Phưởng Chức Đạo Báo
- Quang Minh Nhật Báo
- Quốc tế Kinh Mậu Tiêu Tức
- Quốc tế Thương Báo
- Tác Gia Văn Trích Báo
- Tân Kinh Báo
- Thanh Niên Tham khảo
- Thể dục Khoái Báo
- Thế giới Thể dục Chu Báo
- Thị Trường Báo
- Thông Tín Sản Nghiệp Báo
- Thủ Đô Kiến Thiết Báo
- Thu Tạng Phách Mại Đạo Báo
- Tiêu Phí Nhật Báo
- Tin Tức Tảo Báo
- Tinh Phẩm Cấu Vật Chỉ Nam
- Trung Hoa Công Thương Thời Báo
- Trung Hoa Độc Thư Báo
- Trung học Thời sự Báo
- Trung Quốc Bảo Hiểm Báo
- Trung Quốc Bao Trang Báo
- Trung Quốc Bưu chính Báo
- Trung Quốc Chất Lượng Báo
- Trung Quốc Chứng Khoán Báo
- Trung Quốc Công Thương Báo
- Trung Quốc Dã Kim Báo
- Trung Quốc Dân Hàng Báo
- Trung Quốc Diễn viên Báo
- Trung Quốc Điện Lực Báo
- Trung Quốc Điện Não Giáo dục Báo
- Trung Quốc Điện Tử Báo
- Trung Quốc Giáo dục Báo
- Trung Quốc Giáo sư Báo
- Trung Quốc giao Thông Báo
- Trung Quốc Hoa Hủy Báo
- Trung Quốc Hoàn Cảnh Báo
- Trung Quốc Hương Trấn Xí Nghiệp Báo
- Trung Quốc Kế toán Cơ Báo
- Trung Quốc Khí Tượng Báo
- Trung Quốc Khí Xa Báo
- Trung Quốc Khí Xa Báo
- Trung Quốc Kiến Tài Báo
- Trung Quốc Kiến Thiết Báo
- Trung Quốc Kinh doanh Báo
- Trung Quốc Kinh Tế Đạo Báo
- Trung Quốc Kinh Tế Thời Báo
- Trung Quốc Lao động Bảo Chướng Báo
- Trung Quốc Lão Niên Báo
- Trung Quốc Lữ Du Báo
- Trung Quốc Mậu Dịch Báo
- Trung Quốc Môi Thán Báo
- Trung Quốc phòng Địa Sản Báo
- Trung Quốc Phụ Nữ Báo
- Trung Quốc Phưởng Chức Báo
- Trung Quốc Quốc phòng Báo
- Trung Quốc Súc Mục Báo
- Trung Quốc Tập Bưu Báo
- Trung Quốc Thạch Du Báo
- Trung Quốc Thạch Hóa Báo
- Trung Quốc Thanh Niên Báo
- Trung Quốc Thể dục Báo
- Trung Quốc Thiếu Niên Báo
- Trung Quốc Thuế Vụ Báo
- Trung Quốc Thủy Lợi Báo
- Trung Quốc Thực Phẩm Báo
- Trung Quốc Thương Báo
- Trung Quốc Tiêu Phí Giả Báo
- Trung Quốc Tin Tức Báo
- Trung Quốc Trung Y Dược Báo
- Trung Quốc Văn Hóa Báo
- Trung Quốc Võng Hữu Báo
- Trung Quốc xã Hội Báo
- Trung Quốc Xí Nghiệp Báo
- Trung Quốc Y Học Luận Đàm Báo
- Tuyên Vũ Báo
- Văn Trích Báo
- Võng Lạc Thế giới

### Thành phố Thượng Hải
- Báo San Văn Trích
- Đông Phương Thể dục Nhật Báo
- Đông Phương Thiếu Niên
- Gia đình Giáo dục Thời Báo
- Giải Phóng Nhật Báo
- Hành Báo
- Hoa Đông Tân Văn
- Học Sinh Đạo Báo
- Kim Nhật Chu San
- Lao động Báo
- Ngoại Than Họa Báo
- Nhân Tài Thị Trường Báo
- Phòng Địa Sản Thời Báo
- Quốc tế Kim Dung Báo
- Sinh Hoạt Chu San
- Tân Dân Vãn Báo
- Tân Văn Thần Báo
- Tân Văn Vãn Báo
- Thanh Niên Báo
- Thân Giang Phục Vụ Đạo Báo
- Thiếu Niên Nhật Báo
- Thời Đại
- Thượng Hải Chứng Khoán Báo
- Thượng Hải Dịch Báo
- Thượng Hải Gia đình Báo
- Thượng Hải Hoàn Cảnh Báo
- Thượng Hải Học Sinh Anh Văn Báo
- Thượng Hải Khoa Kỹ Báo
- Thượng Hải Kim Dung Báo
- Thượng Hải Nhật Báo
- Thượng Hải Pháp Trị Báo
- Thượng Hải Thương Báo
- Thượng Hải Tinh Kỳ Tam
- Thượng Hải Trung học Sinh Báo
- Tổ chức Nhân Sự Báo
- Văn Học Báo
- Văn Hối Báo
- Văn Hối Độc Thư Chu Báo

### Thành phố Thiên Tân
- Bột Hải Tảo Báo
- Cầu Mê
- Giả Nhật Bách Thiên
- Kim Vãn Báo
- Mỗi Nhật Tân Báo
- Thái Phong Báo
- Thành Thị Khoái Báo
- Thiên Tân Lão Niên Thời Báo
- Thiên Tân Nhật Báo

### Thành phố Trùng Khánh
- Đại Chúng Võng Lạc Báo
- Điện Não Báo
- Trùng Khánh Kinh Tế Báo
- Trùng Khánh Nhật Báo
- Trùng Khánh Quảng Bá Điện Thị Báo
- Trùng Khánh Thanh Niên Báo
- Trùng Khánh Thần Báo
- Trùng Khánh Thời Báo
- Trùng Khánh Thương Báo
- Trùng Khánh Vãn Báo
- Vạn Châu Nhật Báo
- Vũ Lăng Đô thị Báo

### Tỉnh Giang Tô
- Bành Thành Vãn Báo
- Cao Bưu Nhật Báo
- Chu Mạt
- Cô Tô Vãn Báo
- Danh Thành Tảo Báo
- Dương Châu Nhật Báo
- Dương Châu Quảng Bá Điện Thị Báo
- Dương Châu Vãn Báo
- Dương Tử Vãn Báo
- Điện Tử Điện Não Báo
- Đông Đài Nhật Báo
- Đông Phương Vệ Báo
- Giang Hải Vãn Báo
- Giang Nam Bảo Kiện Báo
- Giang Nam Thời Báo
- Giang Nam Vãn Báo
- Giang Tô Bưu điện Báo Điện Tín
- Giang Tô Công Nhân Báo
- Giang Tô Điện Lực Báo
- Giang Tô Kinh Tế Báo
- Giang Tô Pháp Chế Báo
- Giang Tô Quảng Bá Điện Thị Báo
- Giang Tô Thương Báo
- Hiện đại Khoái Báo
- Hoa Đông Lữ Du Báo
- Hoài An Nhật Báo
- Hoài An Vãn Báo
- Kim Lăng Vãn Báo
- Kim Nhật Thương Báo
- Kinh Giang Vãn Báo
- Nam Kinh Nhật Báo
- Nam Kinh Thần Báo
- Nam Thông Nhật Báo
- Tân Hoa Nhật Báo
- Thái Châu Nhật Báo
- Thái Châu Vãn Báo
- Thành Thị Thương Báo
- Tinh Kỳ Ngũ
- Tinh Phẩm Kiện Khang Đạo San
- Tô Châu Nhật Báo
- Tô Châu Quảng Bá Điện Thị Báo
- Trấn Giang Nhật Báo
- Túc Thiên Nhật Báo
- Túc Thiên Vãn Báo
- Vô Tích Nhật Báo

### Tỉnh Liêu Ninh
- Bán Đảo Thần Báo
- Bắc Phương Thần Báo
- Cẩm Châu Nhật Báo
- Cẩm Châu Vãn Báo
- Cầu Báo
- Doanh Khẩu Nhật Báo
- Đại Liên Khai Phát Khu Báo
- Đại Liên Nhật Báo
- Đại Liên Vãn Báo
- Đô thị Gia đình Báo
- Hiện đại Nữ Báo
- Hoa Thương Thần Báo
- Liêu Ninh Lão Niên Báo
- Liêu Ninh Nhật Báo
- Liêu Ninh Nhật Báo Hải Ngoại Bản
- Liêu Ninh Nông Dân Báo
- Liêu Ninh Pháp Chế Báo
- Liêu Ninh Quảng Bá Điện Thị Báo
- Liêu Tây Thương Báo
- Liêu Thẩm Vãn Báo
- Tân Thương Báo
- Thẩm Dương Kim Báo
- Thẩm Dương Nhật Báo
- Thẩm Dương Vãn Báo
- Thiên Sơn Vãn Báo
- Tiểu học Sinh Báo
- Túc Cầu Chu Báo
- Vãn Tình Báo
- Yên Sơn Nhật Báo

### Tỉnh Cát Lâm
- Anh Ngữ Phụ Đạo Báo
- Cát Lâm Khoa Kỹ Báo
- Cát Lâm Nhật Báo
- Duyên Cát Vãn Báo
- Tác Văn Bình Điểm Báo
- Tân Văn Hóa Báo
- Thành Thị Vãn Báo

### Tỉnh Hắc Long Giang
- Bắc Phương Thời Báo
- Cáp Nhĩ Tân Nhật Báo
- Đại Khánh Nhật Báo
- Đại Khánh Vãn Báo
- Hắc Long Giang Công Nhân Báo
- Hắc Long Giang Kinh Tế Báo
- Hắc Long Giang Nhật Báo
- Hắc Long Giang Nông thôn Báo
- Khoa Học Sinh Hoạt Báo
- Lão Niên Nhật Báo
- Mẫu Đơn Giang Nhật Báo
- Mẫu Đơn Giang Thần Báo
- Sinh Hoạt Báo
- Tân Đô thị Báo
- Tân Vãn Báo
- Thất Đài Hà Nhật Báo
- Y Xuân Quảng Bá Điện Thị Báo

### Tỉnh Hà Bắc
- Hà Bắc Công Nhân Báo
- Hà Bắc Kinh Tế Nhật Báo
- Hà Bắc Nhật Báo
- Hà Bắc Pháp Chế Báo
- Hà Bắc Thương Báo
- Hàm Đan Vãn Báo
- Sinh Hoạt Tảo Báo
- Tạp Văn Báo
- Thạch Du Quản Đạo Báo
- Thạch Gia Trang Nhật Báo
- Thư San Báo
- Thừa Đức Nhật Báo
- Thừa Đức Vãn Báo
- Yên Triệu Đô thị Báo
- Yên Triệu Vãn Báo

### Tỉnh Sơn Tây
- Anh Ngữ Chu Báo
- Đại Đồng Nhật Báo
- Đại Đồng Vãn Báo
- Học Tập Báo
- Lão Hữu Báo
- Ngữ Văn Báo
- Sinh Vật Báo
- Sơn Tây Nhật Báo
- Sơn Tây Nông Dân Báo
- Sơn Tây Thương Báo
- Sơn Tây Vãn Báo
- Tam Tấn Đô thị Báo
- Tập Bưu Báo
- Thái Nguyên Nhật Báo
- Thái Nguyên Vãn Báo
- Thị Trường Tín Tức Báo
- Tiểu học Sinh Bính Âm Báo
- Trung học Sinh Duyệt Độc Báo
- Trường Trị Nhật Báo

### Tỉnh Sơn Đông
- Bán Đảo Đô thị Báo
- Bồng Lai Nhật Báo
- Duy Phường Nhật Báo
- Đại Chúng Điện Não Báo
- Đại Chúng Nhật Báo
- Đằng Châu Nhật Báo
- Đô thị Nữ Báo
- Đông Doanh Nhật Báo
- Đương Đại Kiện Khang Báo
- Hà Trạch Nhật Báo
- Hoàng Hà Khẩu Vãn San
- Kim Thần Lục Điểm
- Kinh Tế Đạo Báo
- Kinh Tế Quan Sát Báo
- Lai Tây Nhật Báo
- Lai Vu Nhật Báo
- Lão niên Sinh Hoạt Báo
- Lâm Nghi Nhật Báo
- Lỗ Trung Thần Báo
- Mẫu Đơn Vãn Báo
- Nghi Mông Vãn Báo
- Nhân Khẩu Đạo Báo
- Nông thôn Đại Chúng
- Sinh Hoạt Chu Báo
- Sinh Hoạt Nhật Báo
- Sơn Đông Bưu điện Báo
- Tảo Trang Nhật Báo
- Tề Lỗ Vãn Báo
- Tế Nam Nhật Báo
- Tế Nam Thời Báo
- Tế Ninh Nhật Báo
- Thái An Nhật Báo
- Thanh Đảo Họa Báo
- Thanh Đảo Nhật Báo
- Thanh Đảo Tảo Báo
- Thanh Đảo Vãn Báo
- Thanh ĐảoTài Kinh Nhật Báo
- Thị Chu San
- Truy Bác Nhật Báo
- Truy Bác Vãn Báo
- Vinh Thành Nhật Báo
- Yên Đài Nhật Báo
- Yên Đài Vãn Báo

### Tỉnh An Huy
- An Huy Giao thông Báo
- An Huy Kinh Tế Báo
- An Huy Lão Niên Báo
- An Huy Nhật Báo
- An Huy Quảng Bá Điện Thị Báo
- An Huy Thương Báo
- Bạng Phụ Nhật Báo
- Đại Giang Vãn Báo
- Đông Phương Thể dục Báo
- Đương Đại Tài Phú Báo
- Giang Hoài Thần Báo
- Hiện đại Nông thôn Báo
- Hợp Phì Vãn Báo
- Sào Hồ Nhật Báo
- Tân An Vãn Báo
- Tiêu Diêu Tân
- Trì Châu Nhật Báo
- Văn Trích Chu San
- Vu Hồ Nhật Báo

### Tỉnh Chiết Giang
- Chiết Giang Công Nhân Nhật Báo
- Chiết Giang Lão Niên Báo
- Chiết Giang Nhật Báo
- Chiết Giang Quảng Bá Điện Thị Báo
- Chiết Trung Khoa Kỹ Báo
- Chu Sơn Nhật Báo
- Chu Sơn Vãn Báo
- Cù Châu Nhật Báo
- Đài Châu Nhật Báo
- Đài Châu Vãn Báo
- Đô thị Khoái Báo
- Đông Nam Thương Báo
- Gia đình Giáo dục Đạo Báo
- Gia Hưng Nhật Báo
- Hàng Châu Nhật Báo
- Hồ Châu Nhật Báo
- Hồ Châu Quảng Bá Điện Thị Báo
- Hồ Châu Vãn Báo
- Kim Hoa Nhật Báo
- Kim Hoa Vãn Báo
- Kim Nhật Tảo Báo
- Mỗi Nhật Thương Báo
- Mỹ thuật Báo
- Nam Hồ Vãn Báo
- Nghĩa Ô Nhật Báo
- Ninh Ba Kiều Tấn
- Ninh Ba Nhật Báo
- Ninh Ba Vãn Báo
- Ôn Châu Đô thị Báo
- Ôn Châu Nhật Báo
- Ôn Châu Vãn Báo
- Tân Dân Sinh Báo
- Thiên Thiên Thương Báo
- Thiệu Hưng Nhật Báo
- Thiệu Hưng Vãn Báo
- Thiếu Niên Nhi Đồng Cố Sự Báo
- Thời Đại Chu Báo
- Tiền Giang Vãn Báo
- Tiêu Sơn Nhật Báo
- Tín Tức Tham khảo Báo

### Tỉnh Phúc Kiến
- Đông Nam Khoái Báo
- Đông Nam Tảo Báo
- Hạ Môn Nhật Báo
- Hạ Môn Vãn Báo
- Hải Hạp Đạo Báo
- Hải Hạp Đô thị Báo
- Hải Hạp Nhiếp Ảnh Thời Báo
- Hải Hạp Sinh Hoạt Báo
- Hải Hạp Tiêu Phí Báo
- Hoàn Cảnh Dữ Phát triển Báo
- Mân Bắc Nhật Báo
- Mân Đông Nhật Báo
- Mân Nam Nhật Báo
- Mân Tây Nhật Báo
- Mỗi Chu Văn Trích
- My Châu Nhật Báo
- Phủ Điền Kiều Hương Thời Báo
- Phủ Điền Vãn Báo
- Phúc Châu Nhật Báo
- Phúc Châu Vãn Báo
- Phúc Kiến Kiều Báo
- Phúc Kiến Nhật Báo
- Tam Minh Nhật Báo
- Thạch Sư Nhật Báo
- Tiểu học Sinh Chu Báo
- Tuyền Châu Vãn Báo
- Tuyền Châu Vãn Báo Hải Ngoại Bản

### Tỉnh Hà Nam
- Biện Lương Vãn Báo
- Bình Đính Sơn Nhật Báo
- Bình Đính Sơn Vãn Báo
- Chu Khẩu Nhật Báo
- Đại Hà Báo
- Đại Hà Văn Trích Báo
- Đông Phương Gia đình Báo
- Hà Nam Công Nhân Nhật Báo
- Hà Nam Nhật Báo
- Hà Nam Nông thôn Báo
- Hà Nam Pháp Chế Báo
- Hà Nam Quảng Bá Điện Thị Báo
- Hà Nam Thương Báo
- Hạc Bích Nhật Báo
- Hứa Xương Nhật Báo
- Khai Phong Nhật Báo
- Kim Nhật Tiêu Phí
- Kinh Tế Thị Điểm Báo
- Kỳ Tân Vãn Báo
- Lạc Dương Nhật Báo
- Lạc Dương Vãn Báo
- Linh Bảo Vãn Báo
- Lương Du Thị Trường Báo
- Nam Dương Nhật Báo
- Nam Dương Vãn Báo
- Tam Môn Hạp Nhật Báo
- Tân Hương Nhật Báo
- Tế Nguyên Nhật Báo
- Tháp Hà Nội Lục Đặc Khu Báo
- Tiêu Tác Nhật Báo
- Tín Dương Quảng Bá Điện Thị Báo
- Trịnh Châu Nhật Báo
- Trịnh Châu Vãn Báo
- Trú Mã Điếm Nhật Báo
- Trung học Sinh Thời sự Chính trị
- Trung Nguyên Thiết Đạo Báo
- Trung Tiểu học Điện Não Báo

### Tỉnh Hồ Bắc
- Hàm Ninh Nhật Báo
- Hồ Bắc Điện Lực Báo
- Hồ Bắc Nhật Báo
- Kinh Châu Nhật Báo
- Kinh Môn Nhật Báo
- Kinh Môn Vãn Báo
- Nam Ngạc Vãn Báo
- Nghi Xương Nhật Báo
- Nông thôn Tân Báo
- Sở Thiên Đô thị Báo
- Sở Thiên Kim Báo
- Tam Hạp Thương Báo
- Thập Yển Quảng Bá Điện Thị Báo
- Thể dục Chu Báo
- Trường Giang Nhật Báo
- Trường Giang Thương Báo
- Vũ Hán Thần Báo
- Vũ Hán Vãn Báo

### Tỉnh Hồ Nam
- Đại Chúng Vệ Sinh Báo
- Đông Phương Tân Báo
- Gia đình Đạo Báo
- Hiện đại Tiêu Phí Báo
- Hồ Nam Khoa Kỹ Báo
- Hồ Nam Kinh Tế Báo
- Hồ Nam Nhật Báo
- Khoa Kỹ Đạo Báo
- Kim Nhật Nữ Báo
- Lưu Dương Nhật Báo
- Phẩm Chu Báo
- Quốc phòng Tri Thức Báo
- Tam Tương Đô thị Báo
- Thể Đàm Chu Báo
- Thường Đức Quảng Bá Điện Thị Báo
- Tiêu Tương Thần Báo
- Trường Sa Vãn Báo
- Tương Thanh Báo
- Văn Tụy

### Tỉnh Giang Tây
- Cám Nam Nhật Báo
- Cửu Giang Nhật Báo
- Gia đình Y Sinh Báo
- Giang Nam Đô thị Báo
- Giang Tây Nhật Báo
- Kim Nhật Gia đình Báo
- Nam Xương Nhật Báo
- Nam Xương Thương Báo
- Nam Xương Vãn Báo
- Tầm Dương Vãn Báo
- Tân Dư Nhật Báo
- Tân Pháp Chế Báo
- Tín Tức Nhật Báo

### Tỉnh Quảng Đông
- Châu Giang Thời Báo
- Châu Giang Vãn Báo
- Châu Hải Đặc Khu Báo
- Châu Hải Quảng Bá Điện Thị Báo
- Dân Doanh Kinh Tế Báo
- Doanh Chu San
- Dương Thành Thể dục
- Dương Thành Vãn Báo
- Đặc Khu Thanh Niên Báo
- Giang Môn Nhật Báo
- Hiện đại Dục Nhi Báo
- Hoa Nam Tân Văn
- Huệ Châu Nhật Báo
- Hương Cảng Thương Báo
- Long Cương Nhật Báo
- Mậu Danh Kiều Báo
- Mậu Danh Nhật Báo
- Mậu Danh Vãn Báo
- Nam Phương Chu Báo
- Nam Phương Đô thị Báo
- Nam Phương Nhật Báo
- Nam Phương Nông thôn Báo
- Nam Phương Thể dục
- Phật Sơn Nhật Báo
- Phiên Vũ Nhật Báo
- Quảng Châu Nhật Báo
- Quảng Châu Văn Trích Báo
- Quảng Đông Công Thương Báo
- Quảng Đông Kiến Thiết Báo
- Quốc tế Nhật Báo Trung Quốc Bản
- Sán Đầu Đặc Khu Vãn Báo
- Sán Đầu Đô thị Báo
- Sán Đầu Nhật Báo
- Tân Khoái Báo
- Tân Văn Chu San
- Thành Thị Họa Báo
- Thanh Viễn Nhật Báo
- Thâm Quyến Đặc Khu Báo
- Thâm Quyến Đô thị Báo
- Thâm Quyến Pháp Chế Báo
- Thâm Quyến Thương Báo
- Thâm Quyến Vãn Báo
- Thế Kỷ 21 Hoàn Cầu Báo Đạo
- Thế Kỷ 21 Kinh Tế Báo Đạo
- Tín Tức Thời Báo
- Tinh Báo
- Triều Sán Thiếu Niên Chu San
- Trung Sơn Nhật Báo
- Túc Cầu
- Vũ Đài Dữ Ngân Mạc
- Xà Khẩu Tiêu Tức Báo

### Khu Tự Trị Quảng Tây
- Bách Sắc Tảo Báo
- Bát Quế Đô thị Báo
- Bắc Hải Nhật Báo
- Đương Đại Sinh Hoạt Báo
- Hạ Châu Nhật Báo
- Hà Trì Nhật Báo
- Hữu Giang Nhật Báo
- Khâm Châu Nhật Báo
- Liễu Châu Nhật Báo
- Nam Ninh Vãn Báo
- Nam Quốc Kim Báo
- Nam Quốc Tảo Báo
- Ngọc Lâm Nhật Báo
- Ngô Châu Nhật Báo
- Quảng Tây Chính Pháp Báo
- Quảng Tây Công Nhân Báo
- Quảng Tây Điện Lực Báo
- Quảng Tây Nhật Báo
- Quảng Tây Thị Trường Báo
- Tả Giang Nhật Báo

### Tỉnh Thiểm Tây
- Bảo Kê Nhật Báo
- Đương Đại Nữ Báo
- Giáo sư Báo
- Hoa Thương Báo
- Khai Phát Khu Đạo Báo
- Kim Tảo Báo
- Mỹ Báo
- Nông nghiệp Khoa Kỹ Báo
- Tam Tần Đô thị Báo
- Tây An Quảng Bá Điện Thị Báo
- Tây An Thương Báo
- Tây An Vãn Báo
- Tây Bắc Tin Tức Báo
- Thiểm Tây Nhật Báo

### Tỉnh Cam Túc
- Cam Túc Nhật Báo
- Cam Túc Nông Dân Báo
- Lan Châu Thần Báo
- Lan Châu Vãn Báo
- Tây Bộ Thương Báo

### Khu Tự Trị Tân Cương
- Ba Âm Quách Lăng Nhật Báo
- Công Nhân Thời Báo
- Tân Cương Quảng Bá Điện Thị Báo

### Tỉnh Tứ Xuyên
- A Bá Nhật Báo
- Ba Trung Nhật Báo
- Báo Thể dục Thế Kỷ 21
- Chiêu Sinh Khảo Thí Báo
- Điện Não Thương Tình Báo
- Điện Tử Báo
- Độc Giả Báo
- Gia đình Dữ Sinh Hoạt Báo
- Hoa Tây Đô thị Báo
- Kim Dung Đầu tư Báo
- Lương Sơn Nhật Báo
- Miên Dương Vãn Báo
- Nam Sung Nhật Báo
- Nghi Tân Vãn Báo
- Nhã An Nhật Báo
- Nhạc Sơn Nhật Báo
- Quảng An Nhật Báo
- Quảng Nguyên Nhật Báo
- Quốc phòng Thời Báo
- Tây Bộ Kim Dung Báo
- Tây Nam Thiết Đạo Báo
- Tây Nam Thương Báo
- Thành Đô Nhật Báo
- Thành Đô Thương Báo
- Thành Đô Vãn Báo
- Thiên Phủ Tảo Báo
- Tinh Thần Văn Minh Báo
- Toại Ninh Nhật Báo
- Trung Quốc Mỹ Dung Thời Thượng
- Tự Cống Nhật Báo
- Tứ Xuyên Chính Hiệp Báo
- Tứ Xuyên Khoa Kỹ Báo
- Tứ Xuyên Kinh Tế Báo
- Tứ Xuyên Nhật Báo
- Tứ Xuyên Nông thôn Nhật Báo
- Tứ Xuyên Pháp Chế Báo
- Tứ Xuyên Thuế Vụ Báo
- Vãn Hà Báo
- Văn Trích Chu Báo

### Tỉnh Vân Nam
- Hồng Hà Nhật Báo
- Lữ Hành Báo
- Ngọc Khê Nhật Báo
- Sở Hùng Nhật Báo
- Tây Song Bản Nạp Báo
- Vân Nam Kinh Tế Nhật Báo
- Vân Nam Nhật Báo
- Xuân Thành Vãn Báo

### Tỉnh Quý Châu
- Kiềm Tây Nam Nhật Báo
- Kinh Tế Tin Tức Thời Báo
- Lục Bàn Thủy Nhật Báo
- Lục Bàn Thủy Vãn Báo
- Quý Châu Đô thị Báo
- Quý Châu Nhật Báo
- Quý Châu Thương Báo
- Quý Dương Vãn Báo
- Tây Bộ Khai Phát Báo

### Khu Tự Trị Tây Tạng
- Lạp Tát Vãn Báo
- Tây Tạng Nhật Báo
- Tây Tạng Quảng Bá Ảnh Thị Báo

### Khu Tự Trị Ninh Hạ
- Chiêu Thông Nhật Báo
- Ngân Xuyên Vãn Báo
- Ninh Hạ Nhật Báo

### Tỉnh Hải Nam
- Chứng Khoán Thời Báo
- Hải Khẩu Vãn Báo
- Hải Nam Đặc Khu Pháp Chế Báo
- Hải Nam Nhật Báo
- Hải Nam Thanh Bình Báo
- Nam Quốc Đô thị Báo
- Tam Á Thần Báo
- Tiểu học Sinh Báo

## Báo chí đặc khu Hồng Kông
- Apple Daily
- Đại Công Báo
- Đông Phương Nhật Báo
- Hương Cảng Thương Báo
- Thái Dương Báo
- Thành Báo
- Văn Hối Báo

## Báo chí địa khu
- Diêm Phụ Đại Chúng Báo
- Dương Thành Vãn Báo
- Hải Hạp Đô thị Báo
- Hoa Tây Đô thị Báo
- Nam Phương Đô thị Báo
- Nam Phương Nhật Báo
- Quảng Châu Nhật Báo
- Tân Dân Vãn Báo
- Tân Khoái Báo
- Tiền Giang Vãn Báo
- Tin Tức Thời Báo
- Yên Triệu Đô thị Báo

## Báo chí chuyên nghiệp
- Đại Công Báo (Thời Dân Quốc)
- Thân Báo
- Trung Quốc Báo Mục Báo
- Trung Quốc Tập Báo Tin Tức

## Báo chí miễn phí
- Dương Thành Địa Thiết Báo
- Thời Đại Báo